# Cichla
Cichla is een geslacht van vissen in de familie Cichliden (Cichlidae). Kullander & Ferreira (2006) beschreven negen soorten in 2006 en stellen voor dat het geslacht 5 tot 15 andere soorten kan omvatten, die nog moeten worden beschreven. Het geslacht omvat belangrijke sportvissen, zoals de Cichla orinocensis, en is ook van belang voor aquariumhouders die soorten van het geslacht Cichla houden. De soorten van Cichla zijn een van de grootste Cichliden, met één soort (Cichla temensis) die meer dan 90 cm lang kan worden.

## Soorten
- Cichla intermedia Machado-Allison, 1971
- Cichla jariina Kullander & Ferreira, 2006
- Cichla kelberi Kullander & Ferreira, 2006
- Cichla melaniae Kullander & Ferreira, 2006
- Cichla mirianae Kullander & Ferreira, 2006
- Cichla monoculus Spix & Agassiz, 1831
- Cichla nigromaculata Jardine & Schomburgk, 1843
- Cichla ocellaris Bloch & Schneider, 1801 – Pauwoogbaars
- Cichla orinocensis Humboldt, 1821
- Cichla pinima Kullander & Ferreira, 2006
- Cichla piquiti Kullander & Ferreira, 2006
- Cichla pleiozona Kullander & Ferreira, 2006
- Cichla temensis Humboldt, 1821
- Cichla thyrorus Kullander & Ferreira, 2006
- Cichla vazzoleri Kullander & Ferreira, 2006

## Referentie
- FishBase: Ed. Rainer Froese and Daniel Pauly. Versie december 2007. N.p.: FishBase, 2007.